# Lételon
Lételon é uma comuna francesa na região administrativa de Auvérnia-Ródano-Alpes, no departamento Allier. Estende-se por uma área de 6,5 km². Em 2010 a comuna tinha 102 habitantes (densidade: 15,7 hab./km²).